# Martín-Fierro-Nunatak
Der Martín-Fierro-Nunatak (spanisch Nunatak Martín Fierro) ist ein Nunatak an der Lassiter-Küste des Palmerlands auf der Antarktischen Halbinsel. Er ragt südöstlich des Kelsey-Kliffs auf. 
Argentinische Wissenschaftler benannten ihn. Namensgeber ist das Gedicht Martín Fierro des argentinischen Journalisten und Dichters José Hernández aus den 1870er Jahren.